# Distichophyllum humifusum
Distichophyllum humifusum är en bladmossart som beskrevs av Jean Édouard Gabriel Narcisse Paris 1896. Distichophyllum humifusum ingår i släktet Distichophyllum och familjen Hookeriaceae. Inga underarter finns listade i Catalogue of Life.